# Chapeau de fer
Pour le casque antique et médiéval, voir chapel de fer.
 (juin 2025).

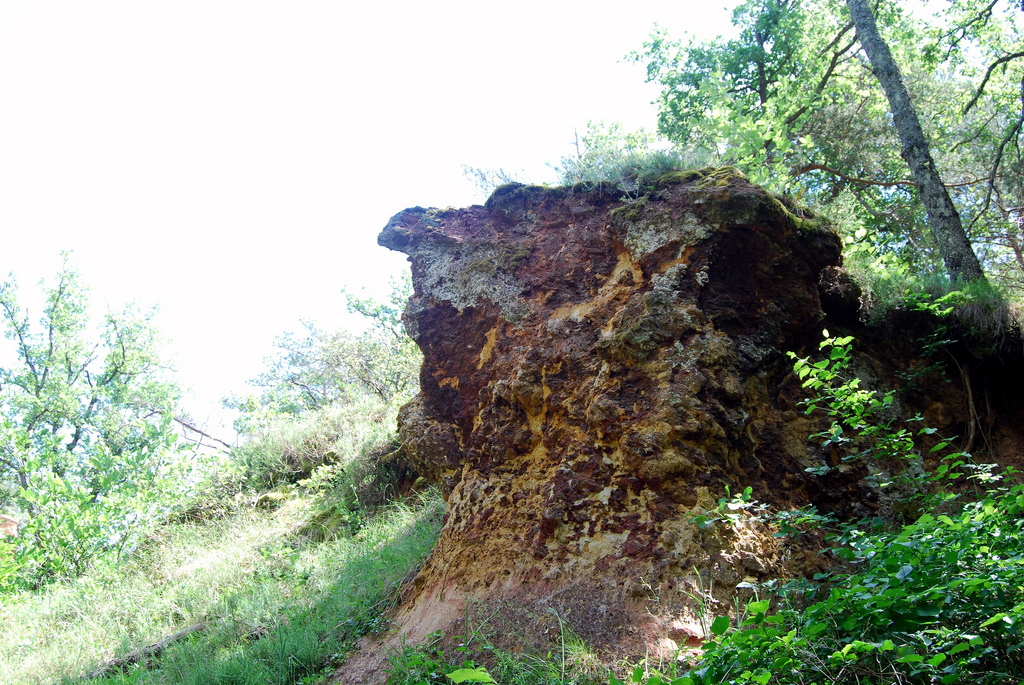
Chapeau de fer dégagé de l'ocre par l'érosion à Rustrel dans le Colorado provençal

Un chapeau de fer est la zone superficielle d'un corps minéralisé sulfuré, fortement enrichie en oxydes et hydroxydes de fer (hématite, goethite, limonite…) issus de l'altération du principal sulfure constitutif du corps minéralisé d'origine, la pyrite. À l'affleurement, un chapeau de fer se présente comme une roche très distincte des roches encaissantes, d'aspect altéré et intensément oxydé, ce qui lui confère une teinte rouge-rouille typique. Ces caractéristiques font du chapeau de fer un bon marqueur de gîtes minéraux dans le cadre de la prospection minière.
Dans le cas extrême, il ne reste plus que des oxydes de fer et du quartz inaltérables, ou à défaut leurs pseudomorphes, formant des compartiments ou cavités tapissés de quartz conservant l'empreinte ou la forme des minéraux dissous.

## Description
Plus dur et plus résistant que les roches encaissantes, il présente un aspect plus ou moins alvéolaire et des teintes jaunâtres à brun rouge, selon les teneurs d'oxydes et hydroxydes de fer (limonite) causés par les agents atmosphériques sur des gîtes de sulfures. En dehors des taches rouges, oranges ou jaunes visibles du ciel, les chapeaux de fer peuvent être noirs : dans ce cas, ils indiquent la présence sous-jacente de gisement riche en manganèse, puisque la partie supérieure fortement oxydée à l'air contient divers oxydes de manganèse, comme la pyrolusite, la manganite et surtout du psilomélane.
Ces formations souvent rougeâtres, très denses en oxydes et hydroxydes de fer, résultent de l'altération d'un dépôt de sulfures) par les eaux de surface et d'infiltration. L'air d'infiltration joue avec l'eau et le gaz carbonique, acide, un rôle dans le phénomène d'altération. 
2 FeS2 pyrite  + 15/2 O2 + 8 H2O + CO2 →  2 Fe(OH)3 hydroxyde ferrique solide + 4 H2SO4 + H2CO3
La réaction décrite laisse au stade final un dépôt d'hydroxydes de fer, mais aussi un flux dilué d'acides dissolvants, à base d'acide sulfurique et de gaz carbonique en milieu aqueux, qui favorise l'altération ultérieure du chapeau jusqu'à la zone basse de cémentation, dernière zone d'altération, pauvre en oxygène, à potentiel réducteur, avant la limite nette là où la veine primaire, la plus profonde, ne contient plus qu'une faible quantité de minerais sulfurés. En bref, un grand nombre de minéraux présents dans ces gisements polymétalliques, comme la fluorine ou la barytine, passe en solution aqueuse, le quartz forme une gangue insoluble, les composés de fer insolubles se concentrent ou s'accumulent souvent protégés dans les couches proches de la surface. Les autres composés métallifères migrent, souvent sous la forme de sulfates, emportés par lessivage, ou s'infiltrent avant d'être piégés dans la zone basse de cémentation. Ainsi à l'instar des métaux précieux obéissant aux équilibres d'oxydo-réduction, ils sont enrichis. L'argent peut se retrouver dans cette zone d'altération, soit sous forme d'acanthite ou d'argentite, soit sous forme d'argent natif. Le sulfate de cuivre laisse dans ces zones basses le cation cuivreux précipité sous forme de minéraux sulfurés, chalcocite ou covellite, ou être réduit en cuivre natif. L'importance de cette zone basse de cémentation, en l'occurrence sous la zone de lixiviation ou d'oxygénation indirectement décrite par la réaction chimique, est fonction des variations de la nappe phréatique, voire du niveau des eaux souterraines. Un climat aride ou semi-aride, avec des apports rares mais parfois énormes d'eau, favorise son extension.    
Le minerai de fer contenu par exemple dans les chapeaux de fer pouvait être autrefois exploité, d'abord à ciel ouvert, puis par des trous ou "pingens" plongeant sous la surface, enfin en dense réseau de mines souterraines, nécessitant un système d'exhaure. Les géologues spécialistes ou autres prospecteurs miniers, en quête de minerais pour l'industrie durant l'époque contemporaine, recherchaient ces structures de surface caractéristiques, qui sont parfois de véritables indicateurs des types de minéralisations sous-jacentes. Souvent les fractions les plus intéressantes à exploiter restent assez proches de la surface du chapeau. Ainsi un ou deux siècles d'essor minier ont été suffisants pour exploiter, dans les Monts métallifères, l'essentiel des minerais recherchés du chapeau de fer.

## Terminologie
Il s'agit à l'origine d'un terme minier allemand, désignant une masse rocheuse brun rougeâtre, en quelque sorte "rouillée" ou en terme chimique oxydée, soumise à un intense lessivage (lixiviation), proposé par la prestigieuse école de Freiberg. En effet, le "fer brun" ou "Brauneisen", est le minéral le plus visible qui marque la zone d'altération correspondant à la partie oxydée de la veine du minerai. Comme la partie altérée reste compacte, résistante et souvent proéminente par un effet de moindre érosion, elle forme souvent un chapeau décrit par les mots Brauneisenhut ou Brauneiserner Hut. 
L'expression française proviendrait de la simple traduction de l'allemand "Eisenhut" ou Eiserner Hut, répandue ensuite par les écoles des mines françaises, alors que l'anglais scientifique et minier gossan provient du jargon des mineurs de Cornouailles, désignant crûment le sang[réf. nécessaire].